# عين تيمغناي
عين تيمغناي هي قرية مغربية تنتمي لإقليم صفرو، جنوبي مدينة فاس. تضم هذه البلدة 5.778 ساكنا حسب إحصاء سبتمبر 2004.